# Thonon Évian Grand Genève FC
Thonon Évian Grand Genève FC is een Franse voetbalclub uit Thonon-les-Bains.
Tussen 2011 en 2015 was de club vier seizoenen actief in de Ligue 1 onder de naam Évian Thonon Gaillard FC en behaalde ze in het seizoen 2012/13 de finale van de nationale Franse voetbalbeker. In 2016 werd de club failliet verklaard en maakte ze in 2017 een doorstart. Sinds 2021 speelt de club in de Championnat National 2, de vierde divisie van Frankrijk.

## Historie

### Fusie en beginjaren
In 2003 fusioneerden FC Gaillard en FC Ville-la-Grand tot Football Croix-de-Savoie 74. Op 1 juli 2007 fusioneerde de club met Olympique Thonon Chablais tot Olympique Croix de Savoie 74. In 2009 veranderde de fusieclub van naam en werd zo Évian Thonon Gaillard FC.

### ETG FC (vanaf 2009)
In 2009 besloot het bestuur om het team te restylen en meer te betrekken bij de gemeente waar de club gevestigd is. Zo werd de club hernoemd tot Évian Thonon Gaillard FC. In 2009/10 werd Évian kampioen in de Championnat National en promoveerde naar de Ligue 2. In 2011 werd de club kampioen van de Franse tweede divisie en promoveerde voor het eerst naar de Ligue 1. In het eerste seizoen bij de elite eindigde de club op een negende plaats. De volgende jaren eindigde de club in de lagere middenmoot en in 2015 volgde een degradatie. Het volgende seizoen eindigde catastrofaal met een tweede degradatie op rij. Door financiële problemen zou de club zelfs nog een extra degradatie erbij krijgen, maar ze kregen het financieel niet rond en gooiden de handdoek in de ring waardoor ze zich in augustus 2016 volledig uit de competitie terug trokken.
De club ging opnieuw van start als Thonon Évian Savoie in 2017. In 2018 fuseerde de club met US Évian-Lugrin en werd zo Thonon Évian FC. Na een nieuwe fusie in 2019 met Croix de Savoie Football Academy Ambilly, een vrouwenclub, werd de huidige naam aangenomen. 

## Erelijst

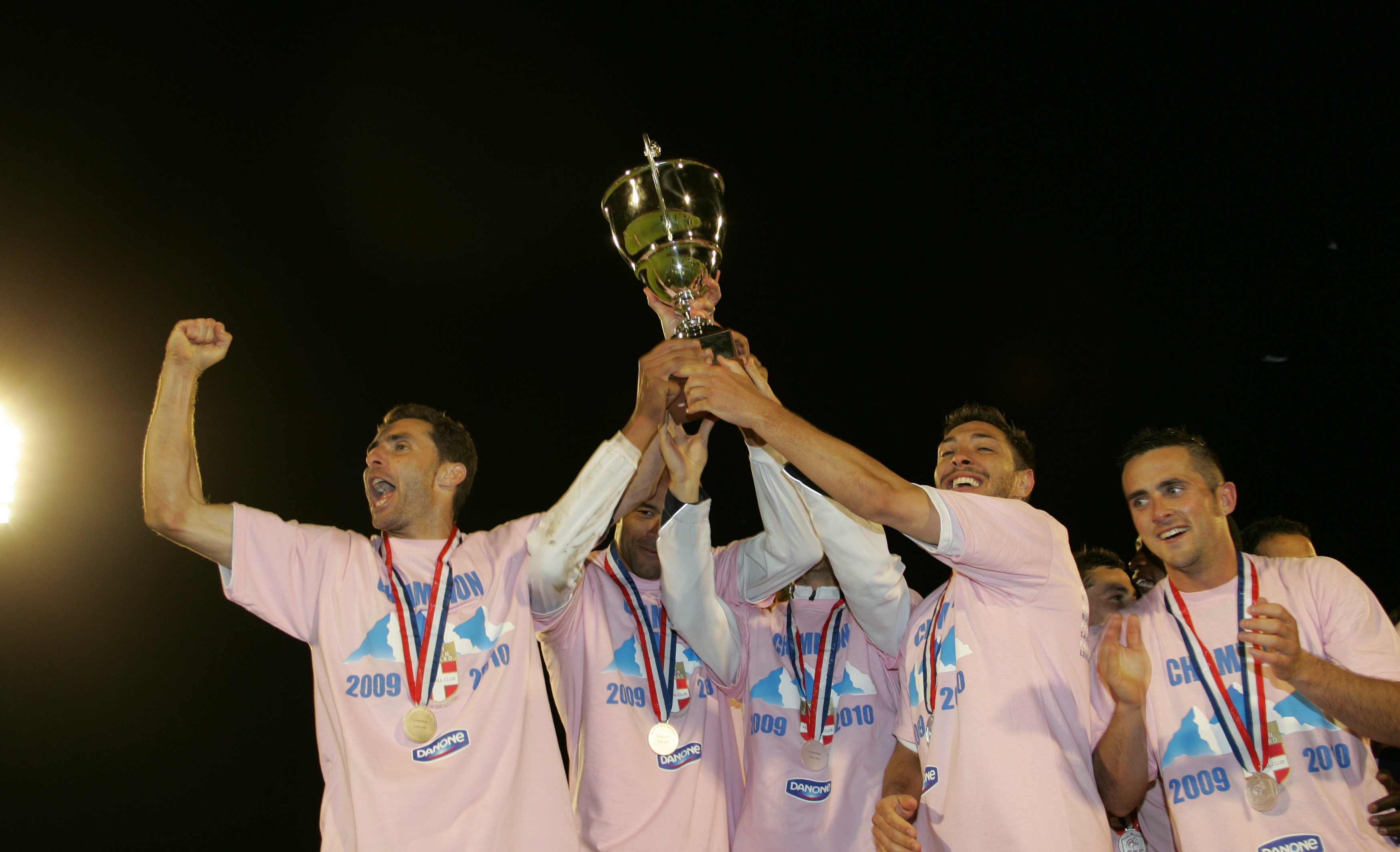
Spelers van Évian Thonon Gaillard FC, kampioen van de Championnat National in 2010.

| Nationaal                                   |    |            |
| Kampioenschap Ligue 2                       | 1x | 2011       |
| Kampioenschap Championnat National          | 1x | 2010       |
| Kampioenschap Championnat de France amateur | 2x | 2004, 2008 |
| Regionaal                                   |    |            |
| Kampioenschap Rhône-Alpes                   | 1x | 1999       |

## Stadion
In 2005 wordt een nieuw stadion in gebruik genomen, het Stade Joseph-Moynat in Thonon-les-Bains. Hiermee wordt afscheid genomen van het Stade Louis Simon (2000 plaatsen), nadat deze niet voldeed aan de normen om deel te nemen aan de Championnat National. Het nieuwe stadion kent een capaciteit van 6000 plaatsen, waarvan 2700 zitplaatsen.
Met de promotie naar de Ligue 2 had de club nood aan een groter stadion. Voornamelijk werd getracht te kunnen spelen in het zeer nabij gelegen Stade de Genève, met reeds een capaciteit van 30.084 plaatsen. De wereldvoetbalbond FIFA keurde dit plan af, omdat het stadion buiten de Franse landgrenzen ligt. Hierdoor moest de club afwijken naar het Parc des Sports in Annecy, dat - na investeringen van 1,5 miljoen euro - plaats biedt aan 12.500 toeschouwers.

## Bekende (oud-)spelers
- Nicolas Benezet
- Kévin Bérigaud
- Claudio Caçapa
- Raphaël Camacho
- Romain Chevrier
- Souleymane Cissé
- Yohan Di Tommaso
- Saber Khelifa

- Thomas Kokkinis
- Bertrand Laquait
- Christian Poulsen
- Chedric Seedorf
- Yeltsin Tejeda
- Manuel Vallaurio
- Charles-Henry Verneuil
- Daniel Wass